# Różnoząb smukły

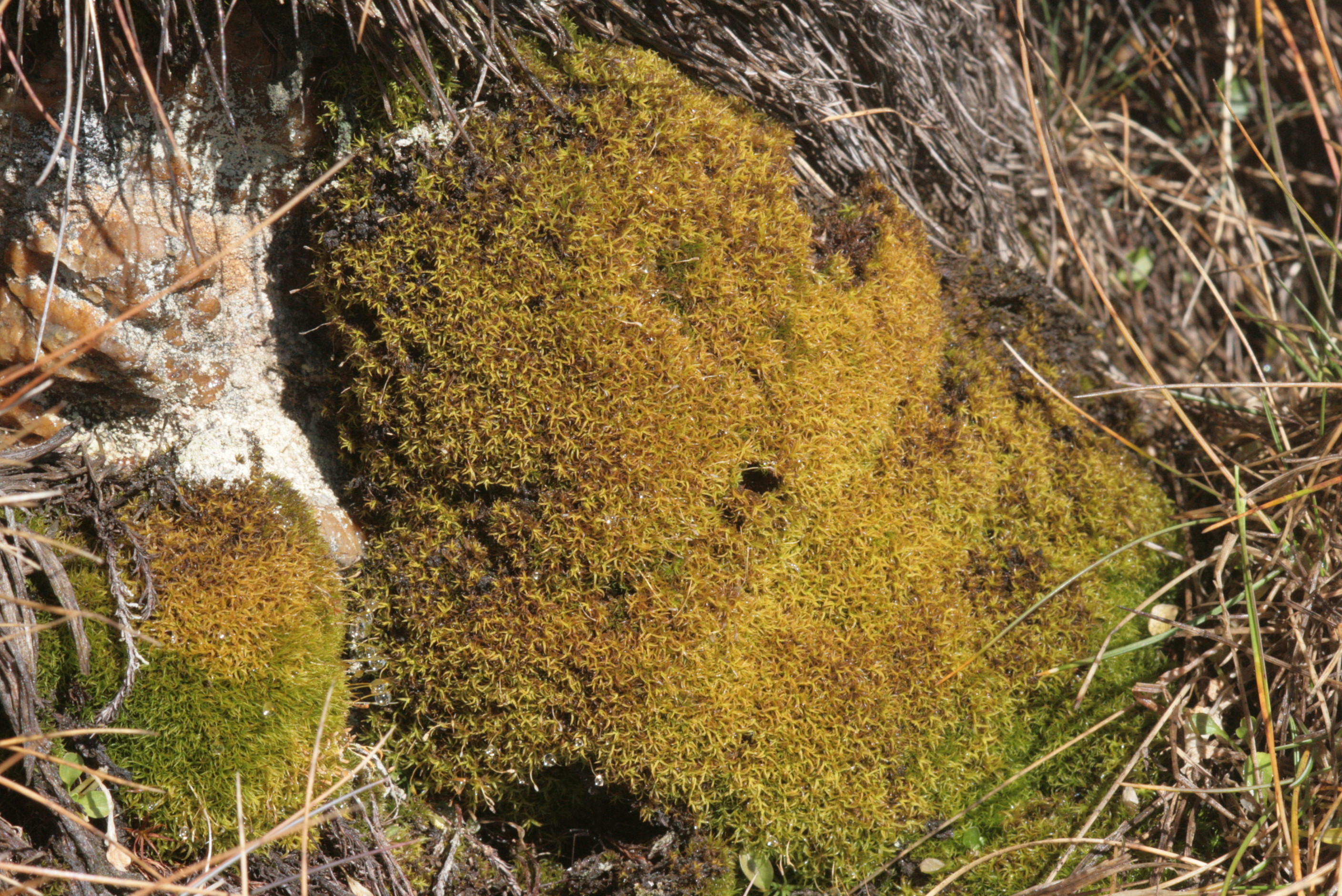
Kępy różnozęba smukłego

Różnoząb smukły (Cynodontium gracilescens) – gatunek mchu należący do rodziny widłozębowatych (Dicranaceae). Występuje w Europie, Chinach, Korei, Japonii, Rosji oraz w Ameryce Północnej.

## Morfologia
Rośliny niewielkich rozmiarów, dorastające do 1–3 cm wysokości, tworzą gęste kępy. Jasnozielone do żółtawo zielonych. Łodygi wyprostowane, pojedyncze lub słabo rozgałęzione. Liście wąskolancetowate, proste i rozpostarte, w stanie suchym pofałdowane. Stopniowo zwężają się od wąskiej podstawy do długiego, spiczastego wierzchołka.

## Ochrona
Gatunek był objęty w Polsce ochroną ścisłą w latach 2004–2014. Od 2014 roku podlega ochronie częściowej.